# آن مارگرت
آن مارگرت اولسون (به انگلیسی: Ann-Margret Olsson) (زاده ۲۸ آوریل ۱۹۴۱) بازیگر، خواننده و رقصنده سوئدی-آمریکایی است.

## بخشی از فیلم‌شناسی
از فیلم‌ها یا برنامه‌های تلویزیونی که وی در آن نقش داشته است می‌توان به آثار زیر اشاره کرد.
- زنده‌باد لاس وگاس (۱۹۶۴)
- بچه سینسیناتی (۱۹۶۵)
- هم‌خوابگی (۱۹۷۱)
- سارقین قطار (۱۹۷۳)
- تامی (فیلم ۱۹۷۵) (۱۹۷۵)
- جنون بورژوازی (۱۹۷۶)
- شعبده‌بازی (فیلم ۱۹۷۸) (۱۹۷۸)
- شرور (فیلم ۱۹۷۹) (۱۹۷۹)
- پرداخت ۵۲ هزار دلاری (۱۹۸۶)
- داستان ببر (۱۹۸۸)
- هر یکشنبه کذایی (۱۹۹۹)
- بزرگ‌راه ۶۰ (۲۰۰۲)
- تاکسی (فیلم ۲۰۰۴) (۲۰۰۴)
- جدایی (فیلم ۲۰۰۶) (۲۰۰۶)
- بابا نوئل ۳ (۲۰۰۶)
- در عشق هر چیزی به حق است (۲۰۰۹)
- مرگ در سرقت مسلحانه (فیلم ۲۰۱۷) (۲۰۱۷)

## جوایز
او برنده پنج جایزه گلدن گلوب و برای دو جایزه اسکار، دو جایزه گرمی، یک جایزه انجمن بازیگران فیلم، و شش جایزه امی نامزد شده است. در سال ۲۰۱۰، او اولین جایزه امی برای حضور افتخاری در قانون و نظم: واحد قربانیان ویژه دریافت کرد.

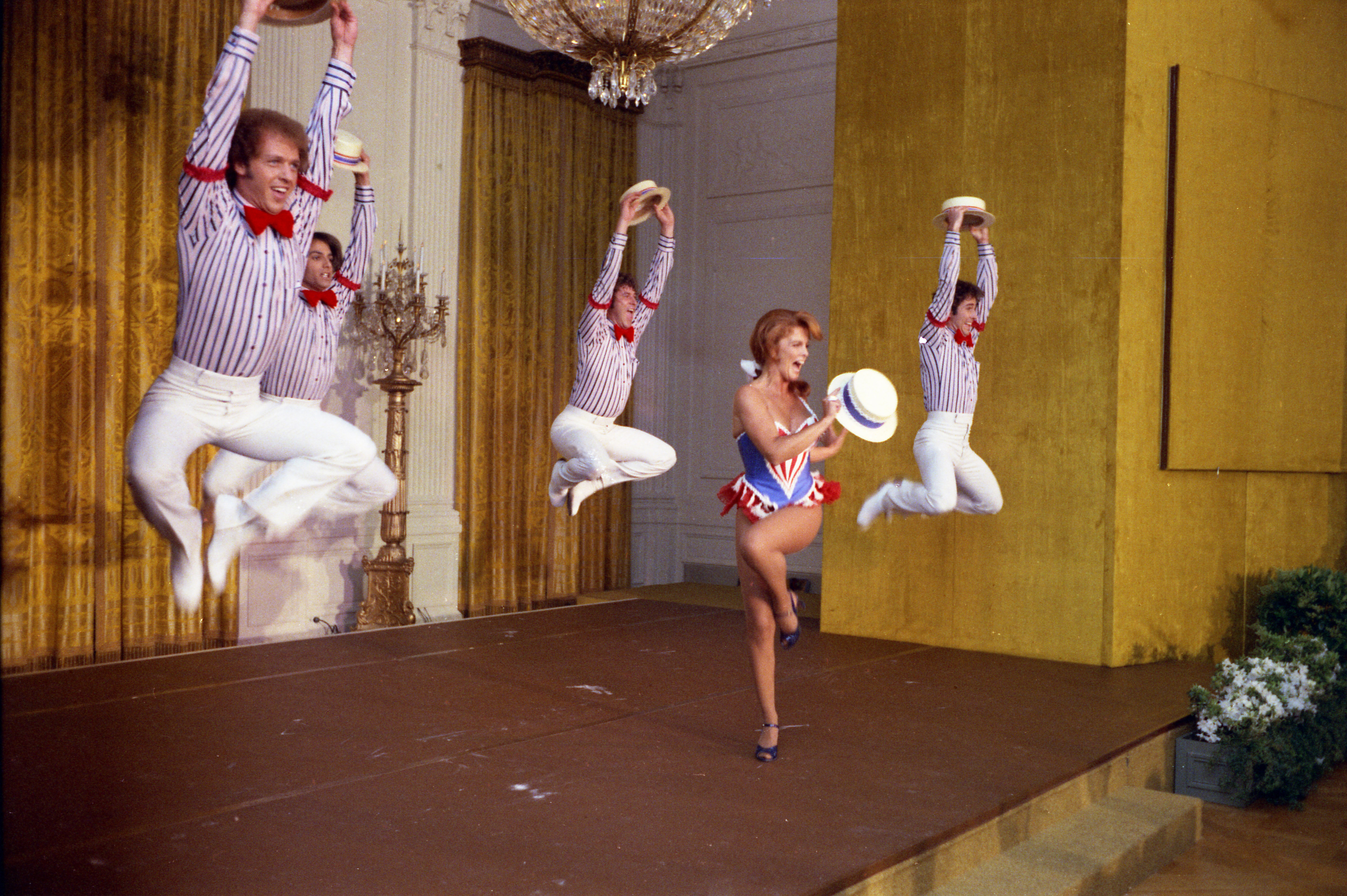
نگاره‌ای از آن مارگرت به همراه رقصندگان پشتیبان در حین اجرای خصوصی در مراسم شام رسمی که به افتخار سفر شاه ایران و شهبانو فرح پهلوی در اتاق شرقی کاخ سفید برگزار شد. در این مراسم، آن-مارگرت، بازیگر و خواننده سرشناس سوئدی، برای اجرای برنامه‌ای تفریحی پس از صرف شام دعوت شده بود. میزبان این مراسم، ریچارد نیکسون، رئیس‌جمهور وقت ایالات متحده و پت نیکسون، بانوی اول ایالات متحده آمریکا بودند.